# 川崎真裕美
川崎 真裕美（かわさき まゆみ、1980年5月10日 - ）は、日本の競歩選手。現姓は喜多。
茨城県笠間市出身。茨城県筑西市協和地区にある海老沢製作所に1999年から2008年11月まで所属、2008年12月から2013年1月まで富士通に所属した。日本代表としてオリンピックはアテネ以降の3大会、世界選手権はヘルシンキ以降の4大会に連続出場を果たした。2009年にはアジア選手権20km競歩で優勝、日本選手権20km競歩は2004年第87回大会以降5回優勝を飾った。10km競歩・20km競歩・5000m競歩・10000m競歩など各種目で日本新記録を樹立した。

## 略歴
- 出生地は福島県、笠間東中学校 - 茨城県立下館第二高等学校出身。
- 中学校時代はバレーボール部に所属していた[4]。高校入学後に陸上部へ入部。初めは800mや3000mが専門だったが、高校2年時に下館第二高校教諭で陸上部顧問の鈴木理弘から「全国大会に出られるぞ」と勧められて競歩を始めた[5][6]。鈴木からは高校卒業後の実業団時代も含めて1997年から2008年まで指導を受けた[5]。1999年、協和町の部品メーカー海老沢製作所に入社、事務職に励むとともに鈴木の指導のもと母校の下館第二高校を拠点に競技に取り組んだ。1999年のアジアジュニア選手権10000mで2位入賞を果たす。しかし、2000年から2002年にかけて貧血に苦しんだ[7]。食事療法や社長の海老沢からのアドバイスを受けてこれを克服している[6][8]。
- 2003年11月の全日本競歩高畠大会20km競歩で1時間32分16秒の日本新記録を樹立し優勝、アテネオリンピックの参加標準記録Aを突破した。
- アテネオリンピック女子20km競歩代表（40位）。
- 2004年から2006年にかけて、日本選手権女子20km競歩で3連覇を果たす。日本選手権は2008年、2010年も合わせて5勝した。
- 北京オリンピック女子20km競歩代表（14位）。
- 2008年12月に富士通へ移籍。今村文男（富士通陸上競技部コーチ）の指導を受ける。
- 2012年11月に結婚。2013年1月に富士通を退社した後、石川県小松市で老舗旅館の女将として歩んでいる[9]。女将になった後の2014年5月4日に夫妻で「新婚さんいらっしゃい!」（ABCテレビ）に出演[10]。2016年8月19日にも「爆報! THE フライデー」（TBS）にVTR出演した[11]。

## 主な成績
- 1999年　日本選手権：20kmW／5位
- 1999年　アジアジュニア選手権：10000 mW／2位
- 2001年　日本選手権：20kmW／5位
- 2002年　日本選手権：20kmW／2位
- 2003年　全日本競歩大会：20kmW／1位
- 2004年　日本選手権：20kmW／1位（1時間31分19秒）
- 2004年　アテネオリンピック：20kmW／40位
- 2005年　日本選手権：20kmW／1位
- 2005年　世界陸上ヘルシンキ大会：20kmW／31位
- 2005年　東アジア大会マカオ大会：20kmW／4位
- 2006年　日本選手権：20kmW／1位
- 2007年　アジア競歩大会：20kmW／1位（1時間28分56秒）
- 2007年　世界陸上大阪大会：20kmW／10位
- 2008年　日本選手権：20kmW／1位 （1時間29分28秒）
- 2008年　北京オリンピック：20kmW／14位
- 2008年　全日本実業団対抗：5000 mW／1位（21分02秒49）
- 2008年　大分国体：成年女子10000mW／1位（43分53秒51）
- 2009年　日本選手権：20kmW／2位（1時間28分49秒：日本歴代2位）
- 2009年　世界陸上ベルリン大会：20kmW／失格
- 2009年　東日本実業団対抗：5000 mW／1位（20分49秒70：現日本記録）
- 2009年　全日本実業団対抗：10000 mW／1位（43分21秒90）
- 2009年　新潟国体：成年女子10000mW／1位（43分07秒62：現日本記録）
- 2009年　アジア選手権広州大会：20kmW／1位
- 2011年　世界陸上大邱大会：20kmW／22位
- 2012年　ロンドンオリンピック：20kmW／18位

## 自己記録
| 種目    | 記録          | 年月日        | 場所   | 大会                               |
| ------- | ------------- | ------------- | ------ | ---------------------------------- |
| 5000mW  | 20分49秒70    | 2009年5月16日 | 天童市 | 東日本実業団対抗陸上競技選手権大会 |
| 10000mW | 43分01秒60    | 2010年9月25日 | 新潟市 | 全日本実業団対抗陸上競技選手権大会 |
| 10kmW   | 42分50秒      | 2010年4月17日 | 輪島市 | 全日本競歩輪島大会                 |
| 20kmW   | 1時間28分49秒 | 2009年1月25日 | 神戸市 | 日本陸上競技選手権大会20km競歩     |